# Kuhls buizerd
De Kuhls buizerd (Leucopternis kuhli) is een roofvogel uit de familie van de havikachtigen (Accipitridae). Deze vogel is genoemd naar de Duits-Nederlandse ornitholoog Heinrich Kuhl.

## Verspreiding en leefgebied
Deze soort komt voor in het zuidelijk Amazonebekken in oostelijk Peru, noordelijk Bolivia en zuidelijk Brazilië.

## Externe link

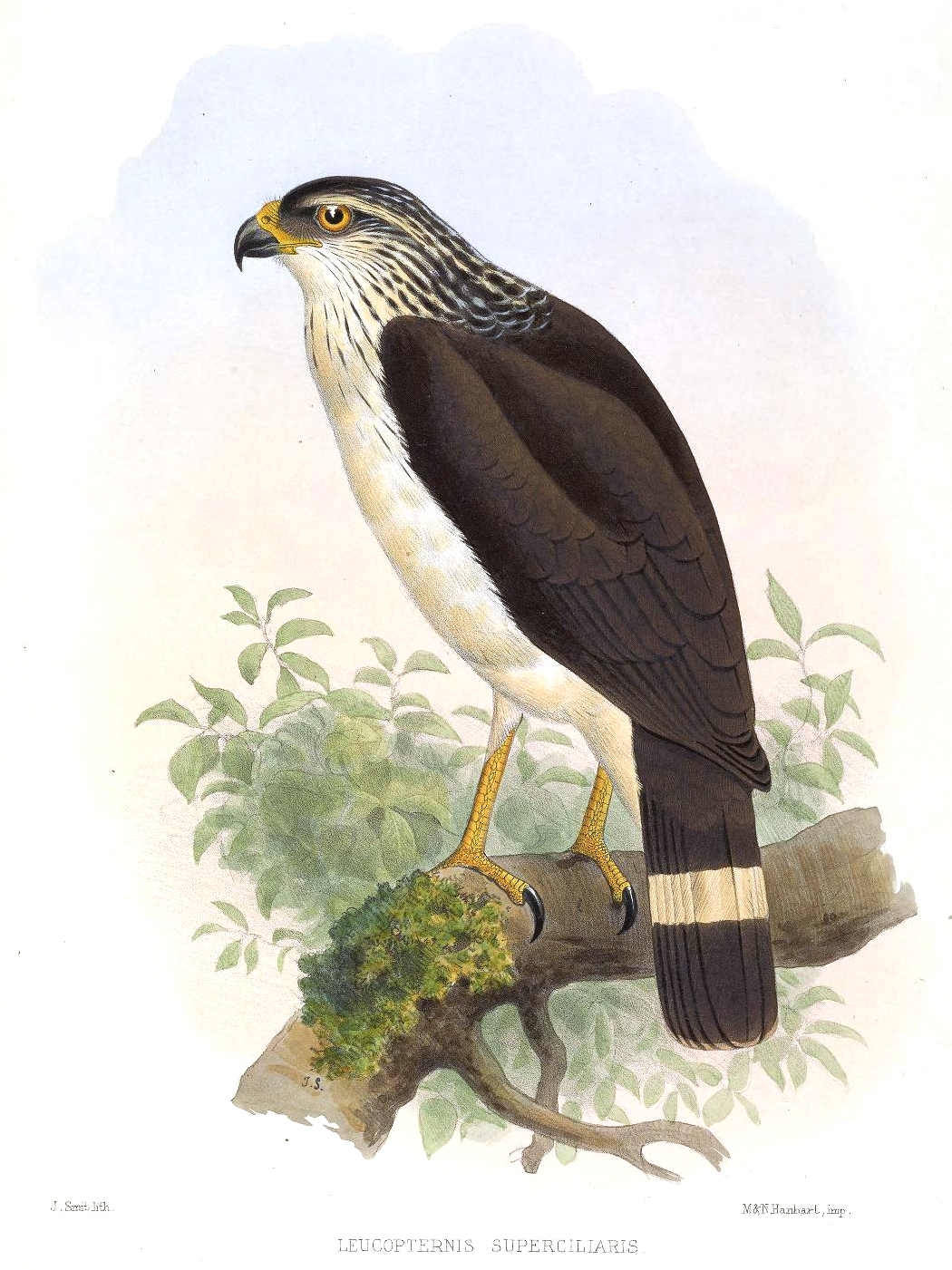